# Dinantien
Stratigraphie
Silésien
Le Dinantien est une subdivision de l'échelle des temps géologiques, qui regroupe  le Tournaisien et le Viséen. Son stratotype est caractérisé par le calcaire de Dinant.
Le Dinantien est une époque du Carbonifère spécifique à la stratigraphie européenne, dont l'usage est partiellement abandonné. Il est actuellement inclus par la Commission internationale de stratigraphie dans le Mississippien, qui recouvre le Dinantien et le Serpukhovien.
En Belgique, des espèces des genres de conodontes Doliognathus, Dollymae, Scaliognathus et Staurognathus datent du Dinantien moyen.